# Sarah Burke (Freestyle-Skierin)
Sarah Jane Burke (* 3. September 1982 in Barrie, Ontario; † 19. Januar 2012 in Salt Lake City, Utah) war eine kanadische Freestyle-Skierin. Sie war auf die Disziplin Halfpipe spezialisiert und wurde bei den Freestyle-Skiing-Weltmeisterschaften 2005 erste Weltmeisterin dieser Disziplin.

## Biografie
Burke wuchs in Midland, Ontario auf. Am 25. September 2010 heiratete sie den kanadischen Freeskier Rory Bushfield in Pemberton, British Columbia. Das Paar lebte und trainierte in Whistler, British Columbia.
2001 errang Burke den ersten Platz beim US Freeskiing Open in der Halfpipe und wurde Zweite im Slopestyle. 2005 gewann sie in Ruka den ersten Halfpipe-Weltmeisterschaftstitel. In den darauf folgenden Jahren gewann sie bei den Winter X Games viermal die Goldmedaille im Superpipe-Wettbewerb. Darüber hinaus entschied sie in den Saisons 2007/08 und 2010/11 die Halfpipe-Disziplinenwertung des Freestyle-Weltcups für sich.
Burke kommentierte für den US-amerikanischen Sportfernsehsender ESPN und hatte ihre eigene Modelinie bei Roxy, einer Quiksilver-Modemarke für Frauen. Außerdem spielte sie in diversen Skifilmen mit. Zu ihren bekanntesten Werken gehörte Propaganda, in dem sie ihre Fähigkeiten auf der großen Rainbow-Rail vorstellte; hier zeigte sie eine 540-Grad-Drehung in einem Rohr und überzeugte durch Leichtigkeit mit Backflips. Burkes Lobbyarbeit trug maßgeblich dazu bei, dass die Disziplinen Halfpipe und Slopestyle ins Programm der Olympischen Winterspiele 2014 aufgenommen wurden.
Am 10. Januar 2012 stürzte Burke während des Trainings in der Superpipe im Park City Mountain Resort und zog sich trotz Sturzhelm ein schweres Schädel-Hirn-Trauma zu. Sie wurde reanimiert und nach Salt Lake City in die Universitätsklinik geflogen, wo sie am Morgen des 19. Januar 2012 verstarb. Da der Sturz beim Training im Rahmen einer Sponsorenveranstaltung außerhalb von Verbandswettbewerben geschah, soll sie nicht versichert gewesen sein. Aus diesem Grund riefen Fans und Angehörige im Internet zu Spenden auf, um die Krankenhauskosten von 550.000 US-Dollar (rund 425.000 Euro) zu decken.
Sarah Burke war Organspenderin.

“It is what our lives are, being on the hill, and there is a reason for that. It is where we met, where we play, where we live and hopefully where we will die.”

„(In etwa:) Das sind unsere Leben, auf dem Hügel zu sein, und es hat seinen Grund. Dort ist es, wo wir uns kennengelernt haben, wo wir spielen, wo wir leben und wo wir hoffentlich sterben werden.“

Der kanadische Snowboard-Trainer Trennon Paynter und Burkes Ehemann verstreuten am letzten Tag der Olympischen Winterspiele 2014 in Sotschi ihre Asche auf der Halfpipe im Rosa Khutor Extreme Park in Krasnaja Poljana.

## Erfolge

### Weltmeisterschaften
- Ruka 2005: 1. Halfpipe
- Deer Valley 2011: 4. Halfpipe

### Weltcup
- 6 Podestplätze, davon 5 Siege:

| Datum            | Ort            | Land       |
| ---------------- | -------------- | ---------- |
| 17. März 2006    | Apex           | Kanada     |
| 13. Januar 2008  | Les Contamines | Frankreich |
| 15. Februar 2008 | Inawashiro     | Japan      |
| 20. März 2011    | La Plagne      | Frankreich |
| 20. März 2011    | La Plagne      | Frankreich |

### Winter X Games
| Jahr        | 2005      | 2006      | 2007      | 2008      | 2009       | 2009      | 2010       | 2010      | 2011      |
| Disziplin   | SuperPipe | SuperPipe | SuperPipe | SuperPipe | Slopestyle | SuperPipe | Slopestyle | SuperPipe | SuperPipe |
| Platzierung | 2.        | 2.        | 1.        | 1.        | 7.         | 1.        | 6.         | 6.        | 1.        |

### Auszeichnungen
Nach ihren ersten Erfolgen 2001 wurde Burke vom Fernsehsender ESPN bei den Excellence in Sports Performance Yearly Awards zur Skifahrerin des Jahres gekürt.  2007 folgte die Auszeichnung als beste Action Sport Athletin. Seit der erstmaligen Ausstrahlung der ESPY Awards im Jahre 1993, war sie die erste Preisträgerin aus dem Skisport.
Burke wurde 2006 zur Nummer 91 der US-FHM 100 Sexiest women 2006 gewählt.